# 大隅級運輸艦
大隅級運輸艦（日语：おおすみ型輸送艦）是日本海上自衛隊所屬之兩棲船塢運輸艦。海上自衛隊將本級艦艇歸類為運輸艦，因為她並不具有前開式戰車進出大門，也不能直接登陸沙灘。
但在外型與功能上，大隅級設計較接近船塢登陸艦，但Globalsecurity.org 軍事評論網站標明“此專案最初是來自小型防衛航母暨水雷防禦計畫(MCM)，但是名稱在政治上有疑慮，所以改為兩棲艦計畫”，一般認為海上自衛隊使用此型戰車登陸艦蒐集開發與操作小型航空母艦時必須具備的相關經驗，為更大型的直通式飛行甲板船艦累積相關基礎。 
詹氏戰艦年鉴 2006-7月版指出日本計畫進行更大的計畫，於2007年下水的日向級直昇機護衛艦為日本重新建立海上航空作戰能量的第一步。
大隅級運輸艦曾參與位於伊拉克的維和行動，並運載陸上自衛隊士兵與軍用卡車實施伊拉克境內的保安任務。

## 運輸能力
大隅級運輸艦在設計初納入氣墊登陸艇運用考慮，艦體甲板設計上雖然以增加運輸容積的考慮設計了全通式甲板，但不可諱言，自衛隊設計此級艦仍然有為後續技術奠基的想法。
大隅級可裝載重裝備的空間包含了最上甲板（第一甲板，艦橋旁的露天區域，不包含後段停機坪），可用面積1,200 m²、艦體內的第四甲板（車輛甲板），長100公尺、寬10公尺，可用面積1,000 m²。
最上甲板及車輛甲板間有2座升降機可通聯，一座長14公尺、寬6公尺，可承載20噸級的資材；另一座則只能承載15噸資材；重裝備卸載除了可靠氣墊登陸艇出入的艉門之外，大隅級船體左右舷都有裝設出入口，可讓高7.6公尺、寬5公尺以內的車輛藉由該出入口進出；側舷出入口為了解決運輸動線問題，因此裝有調車轉盤利於內部空間運用。
| 士兵         | 士兵     | 330名 |
| 73式大型卡車 | 第1甲板  | 38台  |
| 73式大型卡車 | 第4甲板  | 27台  |
| 90式戰車     | 90式戰車 | 18輛  |

## 同型艦
| 舷号     | 艦名   | 艦名     | 建造                | 开工           | 下水           | 服役          | 所属               | 母港 |
| -------- | ------ | -------- | ------------------- | -------------- | -------------- | ------------- | ------------------ | ---- |
| LST-4001 | 大隅號 | おおすみ | 三井造船 玉野事業所 | 1995年12月6日  | 1996年11月18日 | 1998年3月11日 | 掃海隊群 第1輸送隊 | 吳港 |
| LST-4002 | 下北號 | しもきた | 三井造船 玉野事業所 | 1999年11月30日 | 2000年11月29日 | 2002年3月12日 | 掃海隊群 第1輸送隊 | 吳港 |
| LST-4003 | 國東號 | くにさき | 日立造船 舞鶴工場   | 2000年9月7日   | 2001年12月13日 | 2003年2月26日 | 掃海隊群 第1輸送隊 | 吳港 |

## 相關連結
- 獨島號兩棲攻擊艦
- 日向級直昇機護衛艦

## 外部連結
- GlobalSecurity.org - LST Osumi Class （页面存档备份，存于）